# École de chirurgie de Saintes

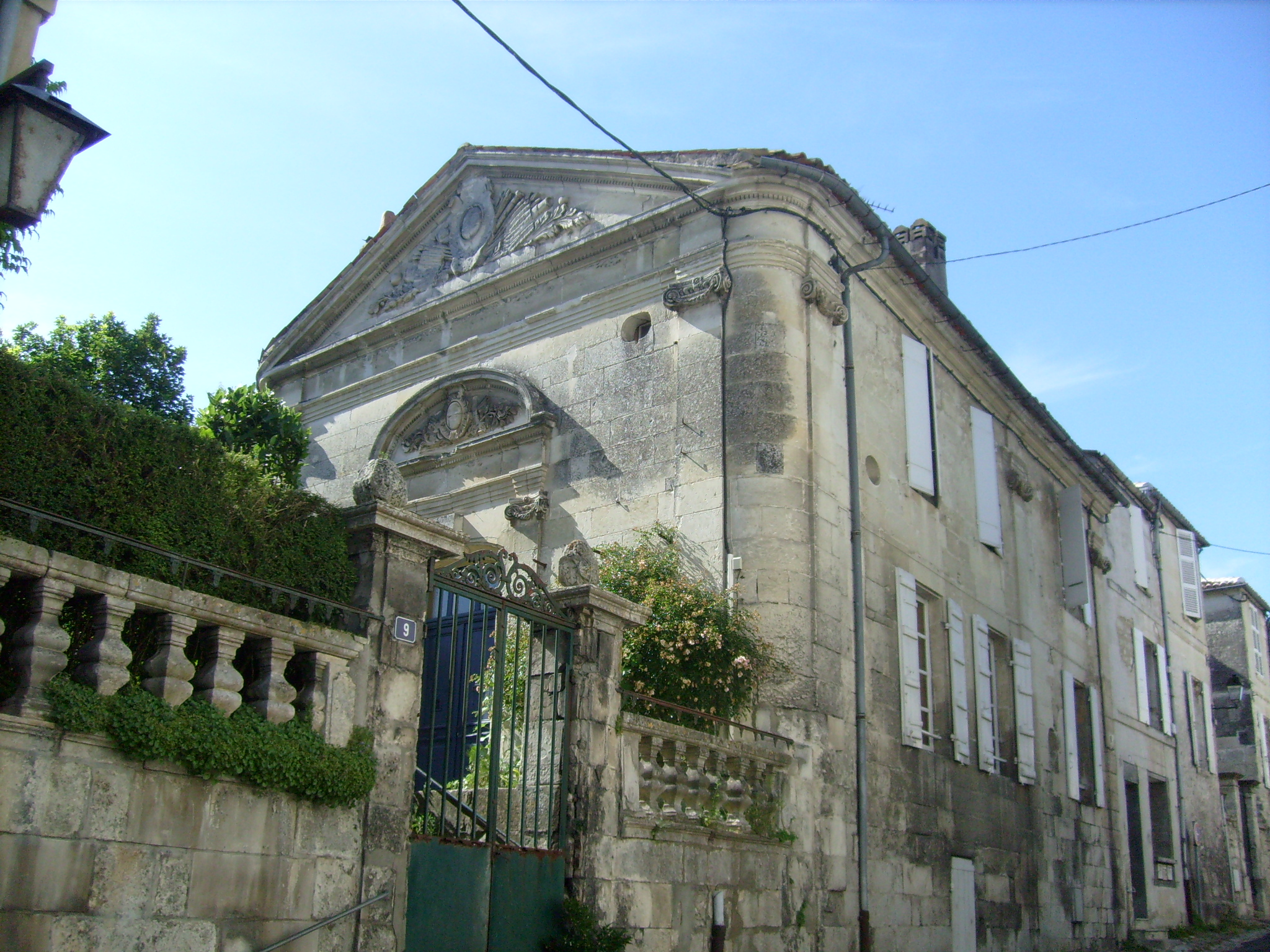
Antiga faculdade de cirurgia de Saintes.

A école de chirurgie de Saintes é um antigo estabelecimento para formação médica localizada na comuna francesa de Saintes. Criado sob o modelo das famosas escolas de Paris ou Montpellier, a escola permanece ativa há duas décadas. A sua arquitetura clássica, de facto, torna-o um dos monumentos mais notórios da região.